# ジョゼフ・プルースト
ジョゼフ・ルイ・プルースト（Joseph Louis Proust, 1754年9月26日 - 1826年7月5日）は、フランスの化学者である。定比例の法則を唱え、ベルトレーとの論争を通じて化合物が、元素の整数比の組合わせでできているという概念を広めたことで知られる。

## 経歴
プルーストはアンジェに生れ、父親の薬局で化学を学んだ。ジャック・シャルルと親しく、1783年頃気球による飛行の研究を行った。その後スペインのセゴビアの砲兵学校の化学の教授になり、1789年からスペイン王、カルロス4世のマドリッドの化学研究所の所長になった。1792年にはプルーストが設計したスペイン最初の気球がカルロス4世の前で飛行した。1806年フランスに戻った。1808年、カルロス4世が退位し、ジョゼフ・ボナパルトがスペイン王になると保護者を失った。1816年に科学アカデミーの会員になった。
プルーストの業績は1794年にブドウ糖など糖類の研究で業績をあげた。この頃からベルトレーと、化合物中の成分元素の量の比が一定かどうかの論争と金属の酸化物に関する実験を行い1799年に定比例の法則が確立されたとされる。

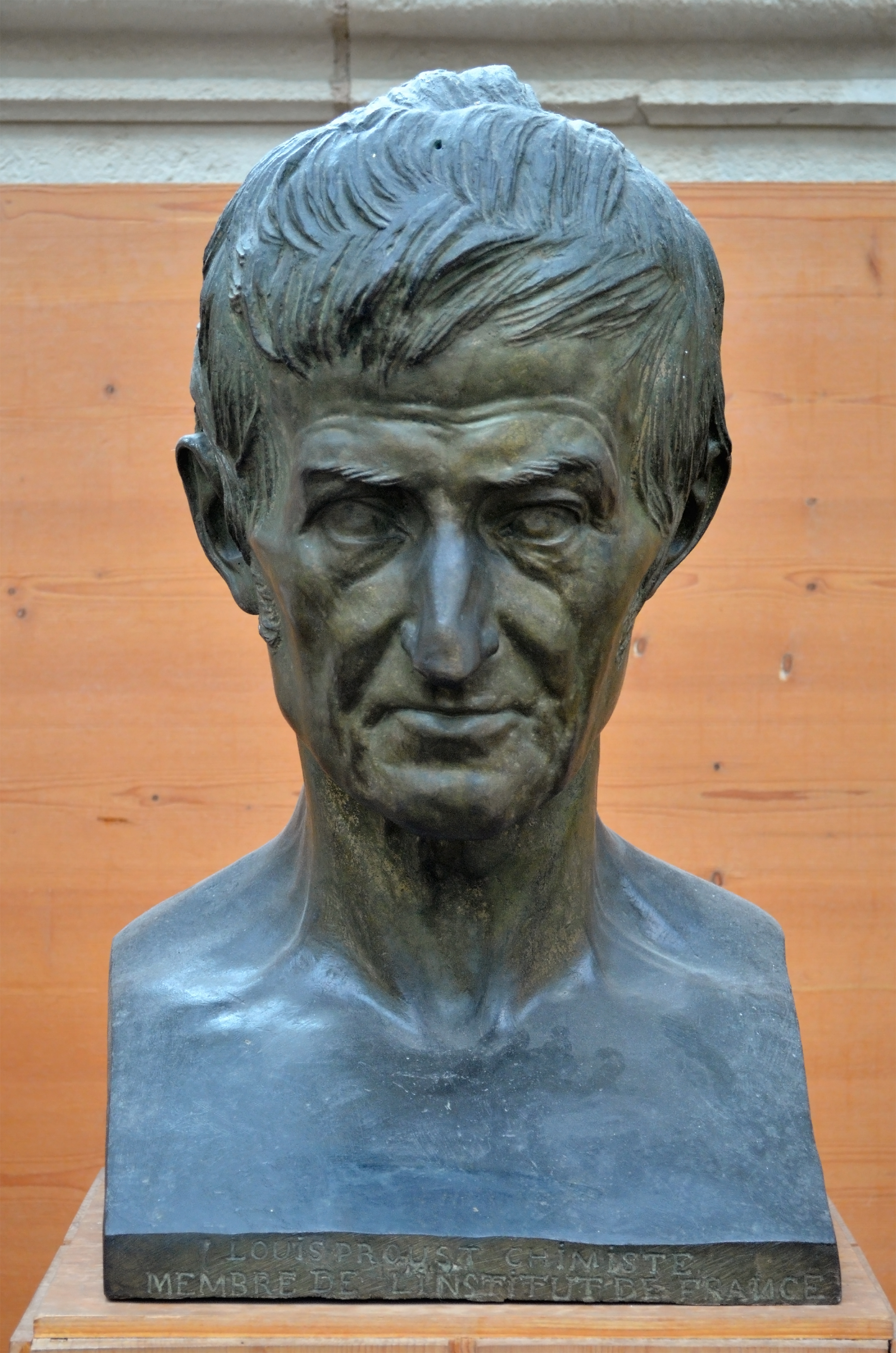
ダヴィッド・ダンジェによる胸像 (1831)